# Чермишево Перше
Чермише́во Перше (рос. Чермышево Первое, марій. Чермышъял) — присілок у складі Гірськомарійського району Марій Ел, Росія. Входить до складу Єласівського сільського поселення.

## Населення
Населення — 141 особа (2010; 197 у 2002).
Національний склад (станом на 2002 рік):
- марі — 98 %